# Hoberg (Missouri)
Hoberg – wieś w Stanach Zjednoczonych, w stanie Missouri, w hrabstwie Lawrence.